# Skeptics in the Pub
Skeptics in the Pub és un esdeveniment informal social destinat a promoure la creació de xarxes socials i la comunió entre els escèptics, pensadors crítics, i altres persones d'idees afins. Proporciona una oportunitat perquè els escèptics i racionalistes puguen parlar, compartir idees en un ambient informal, relaxat, i parlar del temes d'actualitat que venen a la ment, així com divertir-se mentre es promou l'escepticisme, la ciència i la racionalitat.
El format més habitual és que un orador convidat a fer una xerrada sobre un tema específic, que és seguida per una sessió de preguntes i respostes. Altres trobades són reunions socials informals, sense una agenda fixa. Els grups solen reunir un cop al mes amb el lloc sent un bar local. En l'actualitat hi ha al voltant de 50 diferents "SITP" grups dispersos per arreu del món.

## Història
El primer grup i de més llarga durada del grup és el guanyador de premis London meeting, established by Dr. Scott Campbell in 1999. Aquest grup afirma ser el "pub més gran del món de reunió regular", amb al voltant de 200 persones assistint a cada reunió.
Scott Campbell es basà la idea de Philosophy in the Pub i Science in the Pub, dos grups que havien estat actius en Austràlia des de fa un temps.
Wendy M. Grossmanm, l'orador inaugural va ser l'editor i fundador de la revista The Skeptic en febrer del 1999.
Campbell va dirigir el grup de Londres durant tres anys, mentre que en tenia un any sabàtic a Londres, i va ser succeït després del seu retorn a Austràlia per dos fanàtics de la ciència-ficció i escèptics, Robert Newman i Marc LaChappelle, del 2003 al 2008 per Nick Pullar, que va aparèixer a la televisió com el "Convener of Skeptics in the Pub" en el programa de la BBC Shirley Ghostman.
El grup de Londres està ara organitzat i presidit per Sid Rodrigues, que ha co-organitzat esdeveniments en diverses ciutats de tot el món. Aquest grup ha dut a terme experiments en el camp paranormal com a part del desafiament del milió de dòlars de James Randi i co-organitzà el An Evening with James Randi & Friends.